# Sept-Forges
Sept-Forges est une ancienne commune française, située dans le département de l'Orne en région Normandie, devenue le 1er janvier 2016 une commune déléguée au sein de la commune nouvelle de Juvigny Val d'Andaine.
Elle est peuplée de 244 habitants.

## Géographie
Cette commune du pays de Passais est arrosée par la Mayenne qui est, à cet endroit, la limite entre les départements de l'Orne et de la Mayenne. La commune est bordée : à l'ouest par la commune de Loré (Orne), au nord par Saint-Denis-de-Villenette (Orne), au sud par Le Housseau-Brétignolles (Mayenne), au sud-est par Rennes-en-Grenouilles (Mayenne) et à l'est par Geneslay (Orne). La commune de Beaulandais est également limitrophe au nord-est. Sept-Forges est traversée par les routes départementales 24 d'est en ouest et 22 du nord au sud (pont sur la Mayenne en limite de départements).
| Saint-Denis-de-Villenette (comm. nouv. de Juvigny Val d'Andaine)         | Saint-Denis-de-Villenette (comm. nouv. de Juvigny Val d'Andaine), Beaulandais (comm. nouv. de Juvigny Val d'Andaine) | Geneslay (comm. nouv. de Rives d'Andaine)                  |
| Loré (comm. nouv. de Juvigny Val d'Andaine)                              | Sept-Forges | Rennes-en-Grenouilles (Mayenne)                            |
| Le Housseau-Brétignolles (comm. ass. de Brétignolles-le-Moulin, Mayenne) | Le Housseau-Brétignolles (comm. ass. de Brétignolles-le-Moulin, Mayenne)                                             | Le Housseau-Brétignolles (territoire du Housseau, Mayenne) |

## Toponymie
Le nom de la localité est attesté sous les formes Sept-Forges, Septem Forgae au IXe siècle.
Le chiffre 7 est, avec 3, un des chiffres les plus présents en toponymie.[réf. souhaitée]
Le toponyme semble dû à l'industrie du fer.
Le gentilé est Sept-Forgien.

## Histoire
En 1832, Sept-Forges (898 habitants) absorbe une partie de la commune d'Étrigée (174 habitants en 1831) à l'est de son territoire.
Le 1er janvier 2016, Sept-Forges intègre avec six autres communes la commune de Juvigny Val d'Andaine créée sous le régime juridique des communes nouvelles instauré par la loi no 2010-1563 du 16 décembre 2010 de réforme des collectivités territoriales. Les communes de La Baroche-sous-Lucé, Beaulandais, Juvigny-sous-Andaine, Loré, Lucé, Saint-Denis-de-Villenette et Sept-Forges deviennent des communes déléguées et Juvigny-sous-Andaine est le chef-lieu de la commune nouvelle.

## Politique et administration
| Période                                  | Période       | Identité               | Étiquette | Qualité                                            |
| ---------------------------------------- | ------------- | ---------------------- | --------- | -------------------------------------------------- |
| avant 1895                               | après 1900    | Pierre Boulant         |           | Officier d'académie                                |
| avant 1902                               |               | Julien Varenne         |           |                                                    |
|                                          |               |                        |           |                                                    |
| fin 1992                                 |               | Claude Letourneur      |           | Notaire                                            |
| ?                                        | mars 2001     | Fortuné Leroux         |           |                                                    |
| mars 2001                                | mars 2008     | Cécile Moreau          | SE        |                                                    |
| mars 2008                                | mars 2014     | Marie-Claude Leverrier | SE        | Technicienne de laboratoire                        |
| mars 2014                                | décembre 2015 | Sylvie Serais          | SE-DVD    | Secrétaire, conseillère départementale depuis 2021 |
| Les données manquantes sont à compléter. |               |                        |           |                                                    |

Le conseil municipal est composé de onze membres dont le maire et trois adjoints. Ces conseillers intègrent au complet le conseil municipal de Juvigny Val d'Andaine le 1er janvier 2016 jusqu'en 2020 et Sylvie Serais devient maire délégué.

## Démographie
En 2021, la commune comptait 244 habitants. Depuis 2004, les enquêtes de recensement dans les communes de moins de 10 000 habitants ont lieu tous les cinq ans (en 2004, 2009, 2014, etc. pour Sept-Forges) et les chiffres de population municipale légale des autres années sont des estimations.
Sept-Forges a compté jusqu'à 971 habitants en 1836 à la suite de l'absorption d'une partie de la commune d'Étrigée.
| 1793 | 1800 | 1806 | 1821 | 1831 | 1836 | 1841 | 1846 | 1851 |
| ---- | ---- | ---- | ---- | ---- | ---- | ---- | ---- | ---- |
| 906  | 832  | 860  | 846  | 898  | 971  | 934  | 945  | 945  |

| 1856 | 1861 | 1866 | 1872 | 1876 | 1881 | 1886 | 1891 | 1896 |
| ---- | ---- | ---- | ---- | ---- | ---- | ---- | ---- | ---- |
| 922  | 928  | 856  | 803  | 784  | 768  | 783  | 731  | 700  |

| 1901 | 1906 | 1911 | 1921 | 1926 | 1931 | 1936 | 1946 | 1954 |
| ---- | ---- | ---- | ---- | ---- | ---- | ---- | ---- | ---- |
| 713  | 702  | 671  | 607  | 546  | 587  | 555  | 520  | 465  |

| 1962 | 1968 | 1975 | 1982 | 1990 | 1999 | 2004 | 2009 | 2014 |
| ---- | ---- | ---- | ---- | ---- | ---- | ---- | ---- | ---- |
| 425  | 394  | 363  | 317  | 250  | 265  | 283  | 295  | 266  |

| 2018 | - | - | - | - | - | - | - | - |
| ---- | - | - | - | - | - | - | - | - |
| 250  | - | - | - | - | - | - | - | - |

## Lieux et monuments
- Église Saint-Aignan du XVIe siècle, dont le clocher est inscrit au titre des monuments historiques par arrêté du 17 février 1928[12].
- Chapelle Notre-Dame d'Étrigé du XIIe siècle, inscrite au titre des monuments historiques par arrêté du 10 mars 1997[13].
- Manoir de Mebzon, partiellement inscrit au titre des monuments historiques par arrêté du 22 décembre 1998[14].
- Chapelle Saint-Joseph, du XVIe siècle, dans le cimetière.
- Motte de Lucé[15] à 200 m de l'église. le fief est cité en 1292[16],.
- Manoir de la Palu, à 2 km au nord-ouest, sur la route de Baroche-sous-Lucé. Le manoir, situé dans un terrain marécageux, se présente sous la forme de deux logis en équerre. Dans l'angle intérieur, se dresse une tourelle, circulaire à sa base et quadrangulaire en son sommet. Celle-ci flanque la porte en arc terminé en croix, tenue par deux personnages. Une famille est citée depuis le milieu du XIVe siècle[17].
- Château de Cheviers du XVIIIe siècle.

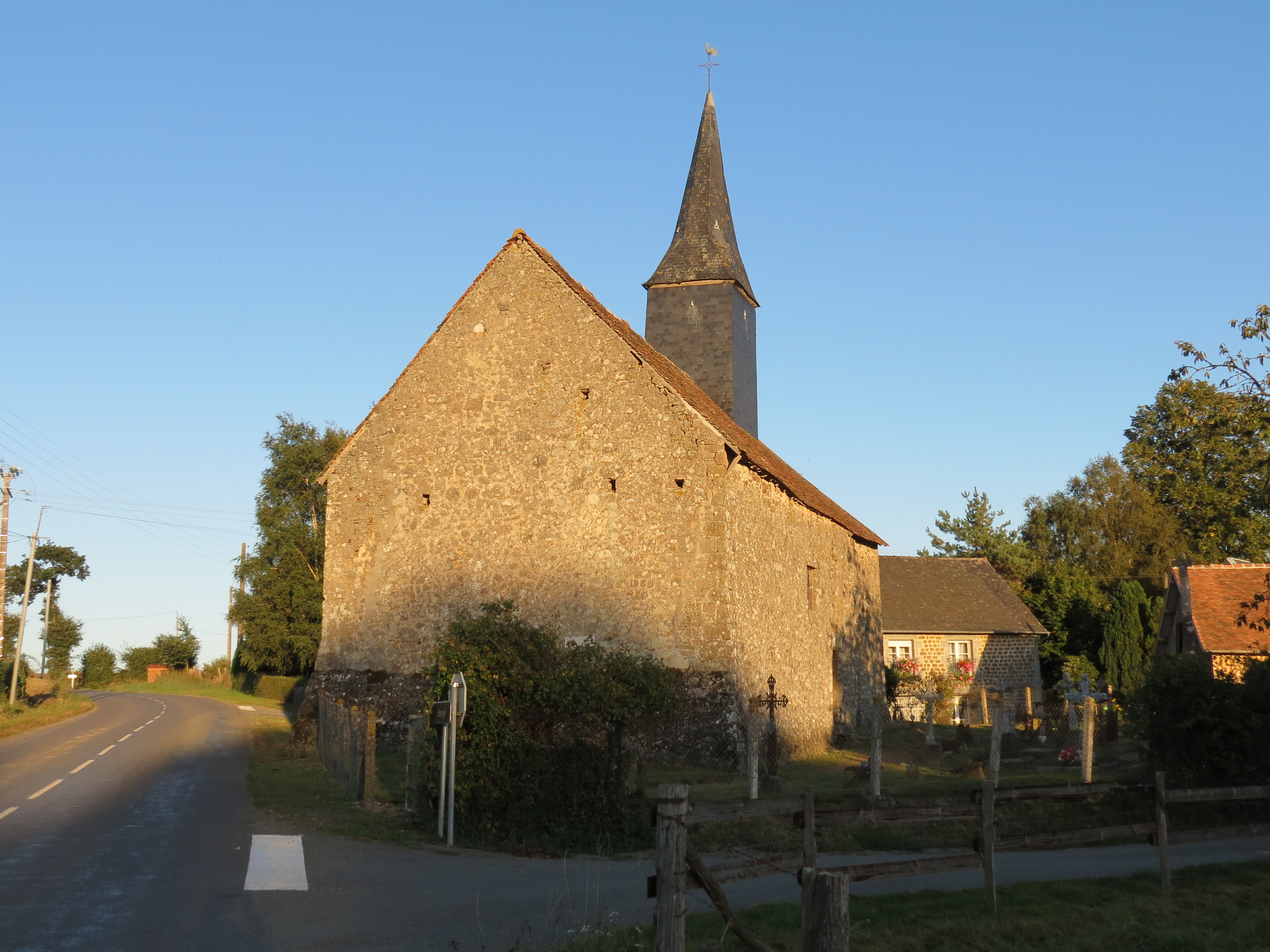
La chapelle Notre-Dame d'Étrigé.
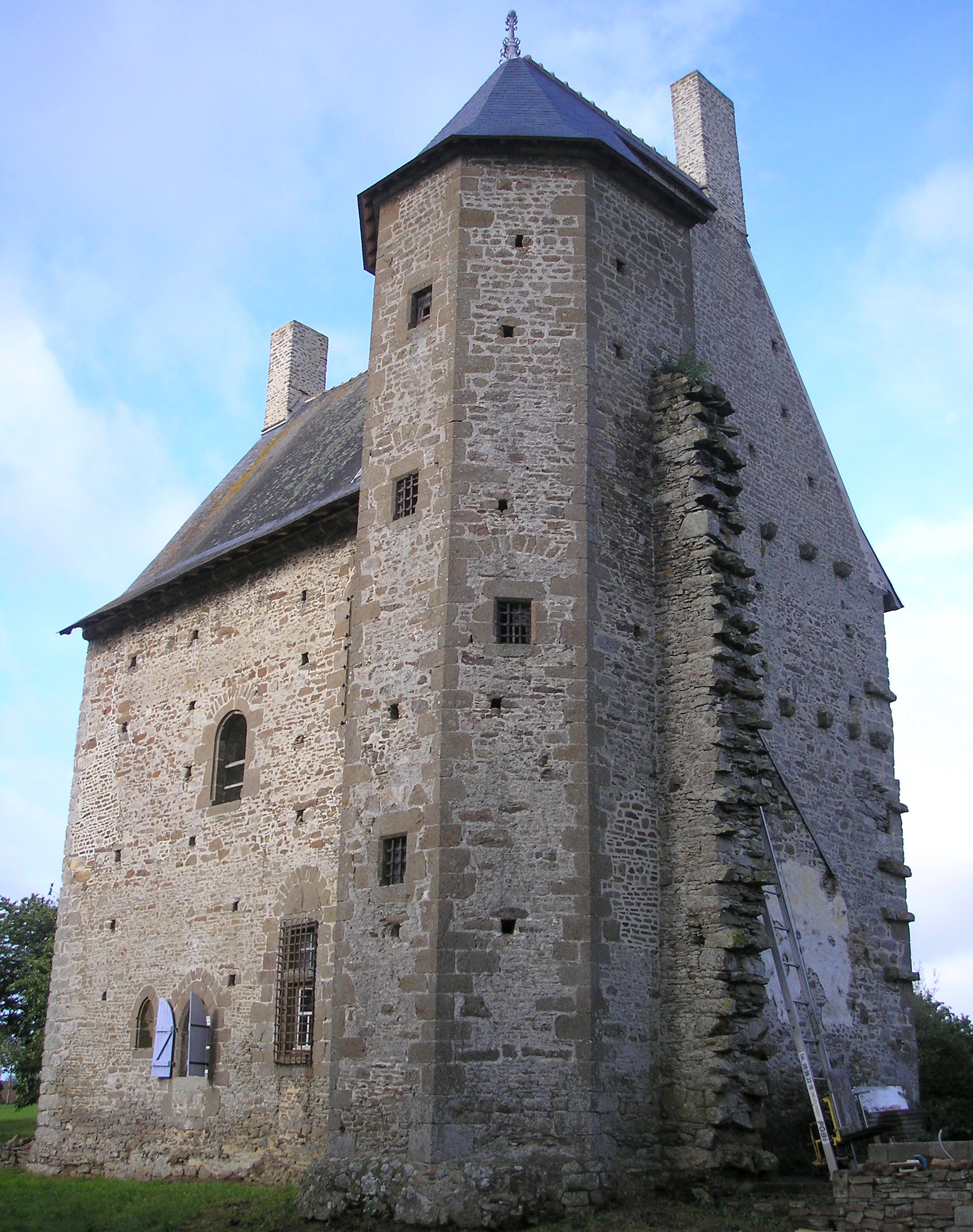
Le manoir de Mebzon.